# L’olimpiade (Vivaldi)
L’olimpiade ist eine Opera seria (Originalbezeichnung: „Dramma per musica“, RV 725) in drei Akten von Antonio Vivaldi (Musik). Als Libretto verwendete er Pietro Metastasios L’olimpiade in einer Bearbeitung von Bartolomeo Vitturi. Die Uraufführung fand am 17. Februar 1734 im Teatro Sant’Angelo in Venedig statt.

## Handlung
Der Titel der Oper bezieht sich auf die Olympischen Spiele der Antike, die hier als Rahmen für eine Dreiecks-Liebesgeschichte dienen. Licida bittet seinen Freund Megacle, unter seinem Namen am Wettkampf teilzunehmen. Dieser ahnt zunächst nicht, dass es sich bei dem Siegespreis um seine eigene Geliebte Aristea handelt. Die Handlung spielt bei den Feldern von Elis bei Olympia an den Ufern des Flusses Alfios.

### Vorgeschichte
Clistene, der König von Sikyon, bekommt Zwillingskinder, den Sohn Filinto und die Tochter Aristea. Da ihm ein Spruch des delphischen Orakels prophezeit, dass er möglicherweise von seinem eigenen Sohn ermordet werde, lässt er Filinto auf Rat des Orakels zum Sterben aussetzen und die Tochter am Hof erziehen. Letztere wächst zu einer schönen jungen Frau heran und verliebt sich in den vornehmen und mutigen Athener Megacle, einen mehrfachen Sieger der Olympischen Spiele. Dieser hat wegen der Feindschaft ihres Vaters gegen die Athener jedoch keine Aussicht, sie zur Frau zu erhalten. Er reist aus Verzweiflung darüber nach Kreta, wo er bei seiner Ankunft von einer Räuberbande überfallen wird. Licida, ein vermeintlicher Sohn des dortigen Königs, rettet ihm das Leben, und die beiden schließen enge Freundschaft. Licida liebt seit langem die kretische Dame Argene und hat ihr bereits heimlich die Ehe versprochen. Als der König jedoch von der unstandesgemäßen Verbindung erfährt, lässt er Argene verfolgen und zwingt sie, das Land zu verlassen. Sie flieht in die Gegend von Elis, wo sie unter dem Namen Licori ein neues Leben als Schäferin beginnt. Der über ihren Verlust verzweifelte Licida reist zur Ablenkung zu den Olympischen Spielen, die alle vier Jahre in Elis abgehalten werden. Megacle bleibt in Kreta zurück. Zum Vorsteher der diesjährigen Spiele wurde Clistene gewählt, der sich daher mit seiner Tochter Aristea ebenfalls nach Elis begibt und ihre Hand als Siegespreis aussetzt. Als Licida Aristea erblickt, verliebt er sich heftig in sie und vergisst darüber seine unglückliche Liebe zu Argene. Da er jedoch im Fechten ungeübt ist, lässt er seinen darin erfahrenen Freund Megacle kommen, um unter dem Namen Licida anzutreten und den Preis für ihn zu gewinnen – er weiß nichts von der Liebe zwischen Megacle und Aristea. Megacle gibt dem Drängen seines Freundes nach und reist nach Elis, wo er beinahe zu spät eintrifft.

### Kurzfassung
Erster Akt. Die Spiele von Olympia stehen kurz bevor. Der kretische Prinz Licida überredet seinen Freund Megacle, für ihn unter seinem Namen an den Olympischen Spielen teilzunehmen. Erst als Megacle von der Anmeldung zurückkehrt, klärt Licida ihn über den wahren Grund auf: Der griechische König Clistene hat dem Sieger seine Tochter Aristea zur Frau versprochen. Megacle ist erschrocken, denn Aristea ist seine Geliebte, von der er sich wegen des Widerstands seines Vaters hatte trennen müssen. Da er in Licidas Schuld steht, will er trotzdem sein Versprechen einlösen. Aristea sträubt sich dagegen, als Siegespreis mit einem Wildfremden verheiratet zu werden, denn sie liebt immer noch Megacle. Licori/Argene erzählt ihr von ihrem eigenen Schicksal: sie und Licida waren ein Liebespaar. Sein Vater billigte die Verbindung jedoch nicht und vertrieb sie aus dem Land. Seitdem lebt sie inkognito als Schäferin Licori und hat kaum Hoffnung, Licida jemals wiederzusehen. Kurz vor den Spielen trifft Aristea zufällig auf Megacle. Sie ist überrascht und hocherfreut, da sie glaubt, dass Megacle an den Spielen teilnimmt, um sie zu gewinnen und zur Frau zu nehmen. Megacle verschweigt ihr den wahren Grund seiner Anwesenheit.
Zweiter Akt. Megacle hat unter Licidas Namen den Wettkampf gewonnen. Als Aristea und Argene den Namen des angeblichen Siegers Licida erfahren, ist Aristea bestürzt, da sie nun diesen heiraten muss, obwohl sie Megacle liebt. Argene ist ihrerseits wütend darüber, dass Licida keinen Gedanken mehr an sie verschwendet. Aristeas Verwirrung ist komplett, als sie mit dem Sieger zusammenkommt und nun doch Megacle vor ihr steht. Sie glaubt zunächst an eine gemeinsame Zukunft mit ihm. Megacle eröffnet ihr jedoch, dass er diesen Dienst für seinen Freund geleistet hat und sie tatsächlich Licida heiraten soll. Aristea wird ohnmächtig. Megacle schleicht sich davon, und Licida nimmt seinen Platz ein, um sie zu trösten. Aristea weist ihn jedoch ab. Kurz darauf erhält er weitere schlimme Nachrichten: Megacle habe sich im Fluss ertränkt, und Clistene habe seine Verbannung ausgesprochen, nachdem der Schwindel bekannt wurde.
Dritter Akt. Licida, dem Wahnsinn nahe, verübt einen Mordanschlag gegen Clistene, der jedoch vereitelt wird. Er wird verhaftet und zum Tode verurteilt. Aristea will versuchen, ihren Vater zum Widerruf des Todesurteils zu bewegen. Megacle, der nach seinem Selbstmordversuch von Fischern gerettet wurde, hält weiterhin zu seinem Freund, und sogar Argene will ihn retten. Bevor das Urteil vollstreckt werden soll, gestattet Clistene Licida einen letzten Wunsch. Dabei kommen in ihm väterliche Gefühle auf, die er sich nicht erklären kann. Der Auftritt Argenes, die sich schützend vor Licida stellt, klärt alles auf. Als Clistene sie fragt, wie denn die Schäferin Licori zu der Behauptung komme, die Braut eines kretischen Prinzen zu sein, deckt sie ihre wahre Identität auf und präsentiert zum Beweis ein Medaillon, das sie von Licida als Verlobungsgeschenk bekommen hatte. Clistene erkennt das Schmuckstück: Es gehörte seinem Sohn Filinto. Diesen hatte er als Kind zum Sterben ausgesetzt, nachdem ihm prophezeit worden war, dass sein Sohn versuchen werde, ihn zu töten. Das Volk begnadigt Licida, da Clistenes Vorsitz über die Spiele beendet ist und dieser durch den Tod seines Sohnes selbst leiden müsste. Das Stück endet mit der Ausrufung einer Doppelhochzeit von Aristea und Megacle und von Argene und Licida.

### Erster Akt

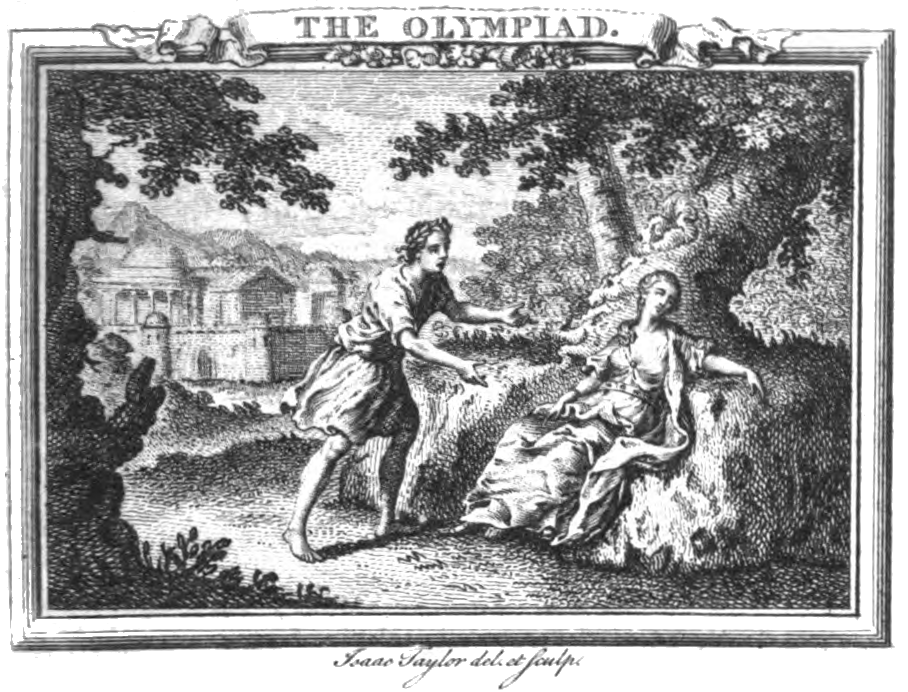
Erster Akt. Bild aus der Metastasio-Textausgabe bei Hoole, London 1767

Enges bewaldetes Tal, beschattet von großen Bäumen mit ineinander verschlungenen Ästen
Szene 1. Licida erzählt seinem Erzieher Aminta, dass Megacle an seiner Stelle im Wettkampf antreten soll, um Aristea zu gewinnen. Er fürchtet allerdings, dass dieser nicht rechtzeitig eintrifft.
Szene 2. Licidas Sorgen sind unbegründet: Megacle erscheint und erklärt sich ohne Umstände bereit, den Wunsch seines Freundes zu erfüllen (Arie Megacle: „Superbo di me stesso“).
Szene 3. Licida freut sich auf sein künftiges Glück (Arie Licida: „Quel destrier ch’à l’albergo è vicino“). Aminta hat jedoch böse Vorahnungen (Arie Aminta: „Il fidarsi della spene“).
Weites Land am Fuß eines Berges mit Hirtenhütten; rustikale Holzbrücken über den Fluss Alfios; in der Ferne die Stadt Olympia
Szene 4. Zusammen mit Nymphen und Hirten besingt die als Hirtin gekleidete Argene die Freuden des Landlebens (Chor/Argene: „O care selve“).
Szene 5. Aristea und ihr Vater kommen hinzu. Clistene nennt ihr voller Stolz die berühmten Namen der Wettkampfteilnehmer, darunter auch den kretischen Prinzen Licida. Argene erfährt so, dass ihr ehemaliger Geliebter sie aufgegeben hat. Als Aristea um einen Aufschub bittet, lehnt Clistene ab: Frauen sollten nicht darüber klagen, den Männern dienen zu müssen, da ihre Schönheit letztlich über die männliche Stärke siege (Arie Clistene: „Del destin non vi lagnate“).
Szene 6. Aristea bittet Argene, ihren Geliebten Megacle ausfindig zu machen. Er soll von ihrer unverbrüchlichen Treue zu ihm erfahren (Arie Aristea: „E troppo spietato“).
Szene 7. Argene leidet unter dem Verrat Licidas (Arie Argene: „Più non si trovano“).
Szene 8. Megacle informiert Licida darüber, dass er sich unter dem Namen Licidas für die Spiele angemeldet hat. Erst jetzt teilt Licida ihm den Grund für die Aktion mit und nennt ihm den Namen Aristeas. Megacle hält seine Gefühle vorerst zurück, da er seine Kräfte für den Wettkampf schonen will. Während er sich ausruht, singt Licida ein beruhigendes Lied (Arie Licida: „Mentre dormi amor fomenti“).
Szene 9. Nachdem Licida gegangen ist, wird Megacle die Bedeutung seiner Aufgabe klar: Er muss seine eigene Geliebte einem Rivalen zuführen.
Szene 10. Aristea trifft auf den noch immer innerlich aufgewühlten Megacle. Sie ist froh, ihn zu sehen und nimmt an, dass er um sie kämpfen werde. Megacle bestätigt das und bekräftigt ihr seine unverbrüchliche Liebe und Treue. Er wagt es jedoch nicht, ihr die volle Wahrheit zu sagen (Duett Megacle/Aristea: „Ne’ giorni tuoi felici“).

### Zweiter Akt

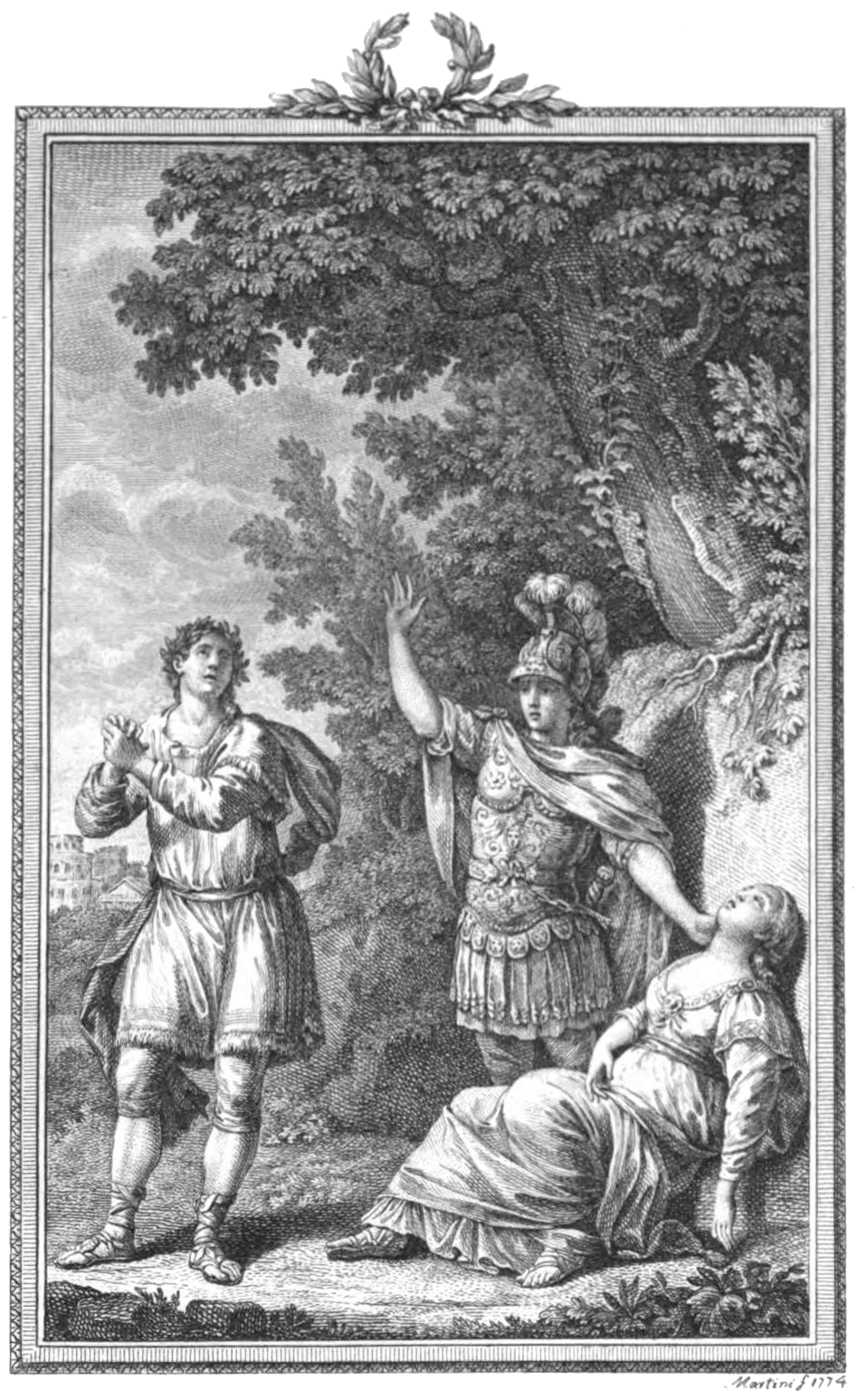
Zweiter Akt, Szene 10. Bild aus der Metastasio-Textausgabe bei Herissant, Paris 1780

Grotten mit Quellen in der Nähe des Waldes
Szene 1. Aristea und Argene warten ungeduldig auf den Ausgang der Wettkämpfe, da Frauen nicht im Publikum zugelassen sind.
Szene 2. Alcandro berichtet den beiden Frauen vom Sieg Licidas. Der König warte bereits im Tempel auf Aristea. Dass sie diese Nachricht völlig freudlos aufnimmt und ihn barsch fortschickt, enttäuscht ihn sehr (Arie Alcandro: „Se tu sprezzar pretendi“).
Szene 3. Aristea und Argene leiden zutiefst unter ihrem Kummer (Arie Aristea: „Stà piangendo la tortorella“).
Szene 4. Nachdem Aristea gegangen ist, denkt Argene an Rache. Aminta ist überrascht, sie in Hirtenkleidung in Elis vorzufinden. Argene fühlt sich in ihrem Schmerz wie gefangen (Arie Argene: „Per que’ tanti suoi sospiri“).
Szene 5. Aminta erkennt, dass die Liebe eine Torheit ist. Er vergleicht die Menschen mit Schiffen, die von ihren Gefühlen wie von Stürmen geplagt werden (Arie Aminta: „Siam navi all’onde algenti“).
Prachtvoller Ort
Szene 6. Clistene präsentiert dem Volk den angeblichen Licida (in Wirklichkeit Megacle) als Sieger der Wettkämpfe. Megacle möchte eine Begegnung mit Aristea vermeiden. Daher erklärt er, dass er seinem Vater gerne selbst die Botschaft von seinem Sieg überbringen wolle. Sein Freund Egisto (der echte Licida) werde sich solange um Aristea kümmern und sie ihm später zuführen.
Szene 7. Megacles Versuch scheitert, denn Aristea kommt bereits. Sie ist freudig überrascht, als ihr Vater ihr Megacle als Sieger und Verlobten vorstellt (Arie Clistene: „Qual serpe tortuosa“).
Szene 8. Megacle bittet Licida, ihn eine Weile mit Aristea alleine zu lassen.
Szene 9. Megacle teilt Aristea endlich die Wahrheit mit: Da Licida ihm einst das Leben gerettet habe, könne er ihm seinen Wunsch nicht abschlagen. Er sei deshalb entschlossen, auf sie zu verzichten. Aristea fällt vor Entsetzen in Ohnmacht (Accompagnato Megacle: „Misereo me! Che veggo?“). Megacle ruft Licida zurück.
Szene 10. Megacle bittet Licida, sich um Aristea zu kümmern, wenn sie erwacht. Er solle ihr nur mitteilen, dass „der unglückliche Freund“ weinend abgereist sei (Arie Megacle: „Se cerca se dice l’amico dovè?“).
Szene 11. Als Aristea wieder zu sich kommt, macht sie Licida schwere Vorwürfe (Arie Aristea: „Tu me da me dividi“).
Szene 12. Während Licida Aristeas Zorn zu verstehen versucht, kommt Argene und wirft ihm vor, ihre Liebe verraten zu haben.
Szene 13. Licida ist verzweifelt. Er fürchtet, dass Argene den Betrug aufdecken wird. Zu allem Überfluss erscheint auch noch Aminta mit der Nachricht, dass sich Megacle im Fluss ertränkt hat.
Szene 14. Alcandro teilt Licida mit, dass ihn der König zur Strafe für seinen Schwindel des Landes verbannt hat.
Szene 15. Licida will nur noch sterben. Er fühlt sich, als hätte er tausend Furien in seiner Brust (Arie Licida: „Gemo in un punto e fremo“).

### Dritter Akt
Durch überwachsene Ruinen eines alten Hippodroms zweigeteilte Szene
Szene 1. Megacle wurde von Fischern gerettet, will aber noch immer sterben. Aminta versucht, ihn davon abzuhalten. Unbemerkt von ihnen hält Argene auf der anderen Seite der Bühne Aristea von demselben Ziel zurück. Die beiden Paare treffen überrascht aufeinander.
Szene 2. Alcandro berichtet den anderen, dass Licida nach einem Mordanschlag auf Clistene festgenommen wurde. Obwohl ihm die Todesstrafe drohe, versuche Licida nicht, sich zu verteidigen, sondern rufe nur nach seinem Freund Megacle (Arie Alcandro: „Sciagurato in faccia à morte“). Megacle will sogleich erschüttert zu ihm eilen. Aristea weist ihn jedoch auf die Gefahr hin, die auch ihm vom König drohe. Sie will Megacle zuliebe selbst versuchen, ihren Vater zu besänftigen (Arie Aristea: „Caro son tua così“).
Szene 3. Obwohl Argene ihm rät, Licida seinem Schicksal zu überlassen, will ihm Megacle als wahrer Freund weiterhin beistehen (Arie Megacle: „Lo seguitai felice“).
Szene 4. Auch Argene und Aminta empfinden nun Mitleid mit Licida. Argene wäre sogar bereit, trotz seines Verrats ihr Leben für ihn zu geben (Arie Argene: „Per salvar quel alma ingrata“).
Szene 5. Aminta ist hin- und hergerissen. Als Licidas Erzieher ist er selbst in Gefahr. Er will diesen jedoch nicht alleine zurücklassen (Arie Aminta: „Son qual per mare ignoto“).
Vor dem großen Tempel des Olympischen Zeus
Vom Tempel führt eine lange und prächtige Treppe herab, die in mehrere Zwischenebenen unterteilt ist. Davor ein Platz mit einem brennenden Altar in der Mitte. Ringsherum ein Wald mit den heiligen Olivenbäumen, aus deren Zweigen die Kränze für die siegreichen Athleten hergestellt werden.
Szene 6. Nach der Volksmenge, seinen Wachen, dem weiß gekleideten und bekränzten Licida, Alcandro und den Priestern mit Opfergegenständen steigt auch Clistene die Tempelstufen herab. Er gestattet dem Verurteilten noch einen Wunsch. Licida bittet darum, ein letztes Mal seinen Freund Megacle umarmen zu dürfen. Clistene verspürt ein unerklärliches Gefühl des Mitleids für ihn (Arie Clistene: „Non so donde viene“).
Szene 7. Nachdem Megacle von den Wachen hereingeführt wurde, bittet Licida ihn, nach Kreta zu reisen, um seinem Vater in der Trauer beizustehen. Die beiden verabschieden sich voneinander, und Clistene beginnt mit der Opferzeremonie (Chor: „I tuoi strali terror de’ mortali“ – Accompagnato Clistene: „O’ degl’uomini padre e degli Dei“).
Szene 8. Da tritt Argene ein (noch immer als Schäferin Licori verkleidet) und unterbricht die Zeremonie mit dem Angebot, dass sie selbst freiwillig anstelle von Licida die Strafe auf sich nehmen wolle. Obwohl sie sich den Anwesenden als Licidas Verlobte Argene zu erkennen gibt, weigert sich Clistene, sie anzuhören.
Szene 9. Erst nachdem Aristea zugunsten Argenes interveniert, lässt Clistene sie ausreden. Argene zeigt ihm als Beweis für ihre Worte eine Perlenkette, die sie einst von Licida geschenkt bekommen hatte. Clistene und Alcandro erkennen diese Kette: Clistenes Sohn Filinto trug sie, als er ausgesetzt wurde. Licida bestätigt Argenes Aussage und ergänzt, dass er die Kette von seinem Begleiter Aminta bekommen hatte. Clistene lässt Aminta holen.
Szene 10. Aminta erzählt, dass er den Schmuck in der Nähe von Korinth von einem Unbekannten erhalten hatte. Daraufhin gesteht Alcandro, der damals den Befehl erhalten hatte, Filinto im Meer auszusetzen, das Kind aus Mitleid einem Fremden, Aminta, übergeben zu haben. Aminta erklärt, dass Licida dieses Kind war. Er habe es dem kretischen König übergeben, der es nach dem Tod seines Sohnes an dessen Stelle als Thronfolger aufzog. Somit ist Licida in Wahrheit Clistenes Sohn und Aristeas Bruder. Clistene wünscht sich nun eine Doppelhochzeit: Filinto sollte Argene heiraten und Megacle Aristea. Doch er kann Filinto nicht seine Strafe erlassen, nur weil er sein Sohn ist. Da fällt Megacle ein Ausweg ein: Clistene ist nicht König von Olympia, sondern von Sikyon, und sein Vorsitz über die Olympischen Spiele ist bereits vorbei. Daher solle nicht er das Urteil fällen, sondern das Volk. Dieses spricht Licida/Filinto frei, denn durch seinen Tod würde auch sein unschuldiger Vater bestraft werden (Chor: „Viva il figlio delinquente“).

## Gestaltung

### Orchester
Die originale Orchesterbesetzung der Oper besteht aus zwei Hörnern, Streichern (evtl. durch Oboen verstärkt) und Basso continuo.

### Musiknummern
Die einzelnen Nummern der Oper sind im Ryom-Verzeichnis aufgeführt. Die hier und im gedruckten Libretto von 1734 mit „*“ gekennzeichneten Teile stammen nicht aus Metastasios L’olimpiade, sondern wurden durch andere Texte ersetzt. Aus den Gesangstexten und den Personennamen geht hervor, dass Vivaldi mehrere Arien höchstwahrscheinlich für eine 1733/1734 für Verona geplante Vertonung von Apostolo Zenos Libretto Lucio Vero komponiert hatte, deren Partitur nicht erhalten ist.:229 Die in eckigen Klammern gesetzten Teile wurden von Vivaldi nicht vertont. Sie sind im Libretto durch Auslassungszeichen (öffnende Anführungszeichen) gekennzeichnet. Außerdem kürzte Vivaldi einige der Rezitative, beispielsweise in II.9/10.:539
Sinfonia
- 1. Allegro (C-Dur) – für Streicher und Basso continuo; vgl. das Violinkonzert C-Dur, RV 177:1
- 2. Andante (c-Moll) – für Violine I/II, Viola und Basso continuo
- 3. Allegro molto (C-Dur) – für Violine I/II/III und Viola/Basso continuo
  - Ursprünglicher Finalsatz: Allegro (C-Dur)

Erster Akt
- Szene 1. Rezitativ: „O’ risoluto Aminta: Più consigli non vuò“
- Szene 2. Rezitativ: „Megacle è teco, giusti Dei“
  - Arie (Megacle): „Superbo di me stesso“ – Allegro (C-Dur), für Streicher und Basso continuo
- Szene 3. Rezitativ: „Oh generoso amico! O Megacle fedel“
  - Arie (Licida): „Quel destrier ch’à l’albergo è vicino“ – Allegro molto (G-Dur), für Streicher und Basso continuo; vgl. Adelaide RV 695 I:7
  - Rezitativ*: „Pria dell’esito ancor lieto si finge“
  - Arie (Aminta): „Il fidarsi della spene“ – Largo (A-Dur), für Streicher und Basso continuo; ursprünglicher Text: „Non lagnarti amato bene“ für „Ani:“ (Aniceto) in Lucio Vero
- Szene 4. Chor (Argene und Chor): „O care selve“ – „Que se un placer sigode“ – […] (A-Dur), für Streicher und Basso continuo; in der Partitur ohne Nummernangabe
  - Rezitativ: „Ecco Aristea“ – „Segui, ò Licori“
- Szene 5. Rezitativ: „Figlia tutto è compito“
  - Arie (Clistene): „Del destin non vi lagnate“ – Allegro (Es-Dur), für Violine I/II, Viola und Basso continuo; vgl. Tamerlano RV 703 I:1
- Szene 6. Rezitativ: „Udisti, ò Principessa? Amica addio“
  - Arie* (Aristea): „E troppo spietato“ – Presto (F-Dur), für Streicher und Basso continuo; vgl. L’Aténaide RV 702B I:12 und Orlando RV 728 II:10
- Szene 7. Rezitativ: „Dun[que], Licida ingrato già di me si scordò?“
  - Arie (Argene): „Più non si trovano“ – Allegro (e-Moll), für Violine I/II, Viola und Basso continuo; vgl. Siroe re di Persia RV 735B I:5
- Szene 8. Rezitativ: „Licida Amico Eccomi à te“
  - Arie (Licida): „Mentre dormi amor fomenti“ – Larghetto (F-Dur), für Horn, Streicher und Basso continuo
- Szene 9. Rezitativ: „Che intesi eterni Dei!“ – für Violine I/II, Viola/Basso continuo
- Szene 10. Rezitativ: „Stranier chi mi sorprende?“
  - Duett (Megacle, Aristea): „Ne’ giorni tuoi felici“ – Andante (g-Moll), für Streicher und Basso continuo

Zweiter Akt
- Szene 1. Rezitativ: „Ed ancor della pugna l’esito non si sà!“
- Szene 2. Rezitativ: „Fortunate novelle. Il Rè m’invia nunzio felice“
  - Arie* (Alcandro): „Se tu sprezzar pretendi“ – Allegro (Es-Dur), für Streicher und Basso continuo; ursprünglicher Text: „O più tremar non voglio“ aus Metastasios Demofoonte I:1; Musik teilweise aus Lucio Vero
- Szene 3. Rezitativ: „Ah dimmi, ò Principessa v’è sotto il ciel chi possa“
  - Arie* (Aristea): „Stà piangendo la tortorella“ – Allegro non molto (F-Dur), für zwei Hörner, Streicher und Basso continuo; ursprünglich für Sopran; B-Teil: „Mà per me che non v’è spene“; teilweise aus Lucio Vero I:6
- Szene 4. Rezitativ: „E trovar non poss’io nè pietà, ne soccorso?“
  - Arie* (Argene): „Per que’ tanti suoi sospiri“ – Allegro (G-Dur), für Streicher und Basso continuo; ursprünglicher Text: „Nella rete perche torni“; Textquelle unbekannt; teilweise aus Lucio Vero
- Szene 5. Rezitativ*: „Frà le follie diverse“; im Libretto: „Tra le follie…“; Anfang des ursprünglichen Rezitativs nicht vertont
  - Arie (Aminta): „Siam navi all’onde algenti“ – Allegro ma poco (C-Dur), für Violine I, II, Viola I, II und Basso continuo
- Szene 6. [Chor: „Del forte Licida“] – nicht vertont
  - Rezitativ: „Giovane valoroso, che in mezzo a tante gloria“
- Szene 7. Rezitativ: „All’odiose nozze come vittima io vengo“
  - Arie* (Clistene): „Qual serpe tortuosa“ – Allegro molto (G-Dur), für Violine I/II, Viola/Basso continuo und Streicher und Basso continuo; im Libretto und im Ryom-Verzeichnis fälschlicherweise Megacle zugewiesen; ursprünglich für „Cl:“ (Claudio) in Lucio Vero II:1; vgl. La fida ninfa RV 714 II:9
- Szene 8. Rezitativ: „(Frà l’amico e l’amante che farò sventurato?)“
- Szene 9. Rezitativ: „(Oh ricordi crudeli)“ – „Al fin siam soli“
  - Accompagnato (Megacle): „Misereo me! Che veggo?“ – für Violine I/II/Viola/Basso continuo
- Szene 10. Rezitativ: „Intese tutto Aristea?“
  - Arie (Megacle): „Se cerca se dice l’amico dovè?“ – Andante (g-Moll), für Streicher und Basso continuo
- Szene 11. Rezitativ: „Che laberinto è questo!“
  - Arie (Aristea): „Tu me da me dividi“ – […] (D-Dur), für Streicher und Basso continuo
- Szene 12. Rezitativ: „A’ me barbaro! O’ numi!“
  - [Arie (Argene): „No la speranza“] – nicht vertont
- Szene 13. Rezitativ: „In angustia più fiera io non mi vidi mai“
- Szene 14. Rezitativ: „Dove son! Che m’avvenne?“
- Szene 15. Rezitativ: „Con questo ferro, indegno, il sen ti passerò“
  - Arie (Licida): „Gemo in un punto e fremo“ – Allegro (c-Moll), für Violine I/II, Viola/Basso continuo; vgl. Adelaide RV 695 II:18 und Farnace RV 711G II:11

Dritter Akt
- Szene 1. Rezitativ: „Lasciami. In van t’opponi“
- Szene 2. Rezitativ: „O’ sacrilego! O insano!“
  - Arie* (Alcandro): „Sciagurato in faccia à morte“ [Libretto: „in braccio“] – Allegro (d-Moll), für Basso continuo; vgl. La fida ninfa RV 714 I:10
  - Rezitativ: „Più resister non posso“
  - Arie (Aristea): „Caro son tua così“ – Allegro (D-Dur), für Violine I/II, Viola/Basso continuo; vgl. Adelaide RV 695 III:9
- Szene 3. Rezitativ: „Deh secondate, ò Numi la pietà d’Aristea“
  - Arie (Megacle): „Lo seguitai felice“ – Allegro non molto (B-Dur), für Streicher und Basso continuo; ursprünglicher Text: „Sperai vicino il lido“ aus Demofoonte I:4, für „Vol:“ (Vologeso) in Lucio Vero
- Szene 4. Rezitativ: „E pure à mio dispetto sento pietade anch’io“
  - Arie* (Argene): „Per salvar quel alma ingrata“ – Allegro (G-Dur), für Violine I/II, Viola und Basso continuo; vgl. La fida ninfa, RV 714 I:7; Text unbekannter Herkunft für „Luci:“ (Lucilla) in Lucio Vero
- Szene 5. Rezitativ: „Fuggi, salvati Aminta: Partir così?“
  - Arie (Aminta): „Son qual per mare ignoto“ – Andante (g-Moll), für Violine I/II, Viola und Basso continuo; vgl. Adelaide RV 695 III:4, Ginevra principessa di Scozia RV 716 II:2 und Siroe re di Persia RV 735B II:13
- Szene 6. [Chor: „I tuoi strali terror de’ mortali“] – fehlt an dieser Stelle in der Partitur, ist jedoch als III:7 erhalten
  - Rezitativ: „Giovane sventurato ecco vicino“
  - Arie (Clistene): „Non so donde viene“ – […] (f-Moll), für Violine I/II, Viola und Basso continuo
- Szene 7. Rezitativ: „O’ delle gioie mie, dè miei martiri“ – Anfang des ursprünglichen Rezitativs nicht vertont
  - Chor (Tutti „unissoni“): „I tuoi strali terror de’ mortali“ – […] (D-Dur), für Streicher und Basso continuo
  - Accompagnato (Clistene): „O’ degl’uomini padre e degli Dei“ – für Streicher und Basso continuo
- Szene 8. Rezitativ: „Fermati ò Rè, fermate sacri ministri“
- Szene 9. Rezitativ: „Credimi, ò padre, è degna di pietà“
- Szene 10. Rezitativ: „Ah Licida. T’acchetta. Rispondi, e non mentir“
  - Chor (Tutti „unissoni“): „Viva il figlio delinquente“ – […] (D-Dur), für Streicher und Basso continuo

### Musik
Das Duett Megacle/Aristea „Ne’ giorni tuoi felici“ ist das dramatische Ziel des ersten Akts. Die zu Beginn noch optimistische Stimmung der Protagonisten verliert sich bis zu diesem Zeitpunkt stetig, so dass die Allegro-Sätze „Superbo di me stesso“ und „O care selve“ im Nachhinein beinahe ironisch wirken.:537
Der Sänger des Megacle, der Kastrat Francesco Bilanzoni, hat erst im dritten Akt eine virtuose Arie. Seine Auftrittsarie zu Beginn der Oper besitzt keinerlei Koloraturen.:534 Reinhard Strohm wies darauf hin, dass Vivaldis Verzicht auf Virtuosität bei den Hauptfiguren (die Nebencharaktere Aminta und Clistene haben durchaus virtuose Musik) bis zu diesem Satz ein „Gefühl des Verlusts“ bzw. der „Nostalgie“ hervorrufe. Die Musik habe die zeitgenössischen Zuhörer an unmodisch schlichte „Pre-Belcanto-Musik“ erinnert. Auch Metastasio habe die moderne „Instrumentalisierung“ der Gesangsstimmen mit Skepsis betrachtet und sie für schädlich für den wahren Ausdruck der Dichtung gehalten.:537 Die wenig virtuose Musik von Aristea und Argene lässt zudem auf eher begrenzte vokale Fähigkeiten der Sängerinnen Della Parte und Arrigoni schließen. Es erscheint überraschend, dass die beiden Kastraten nicht symmetrisch entsprechend die Rollen von Megacle und Licida sangen, sondern letzterer der Altistin Zanuchi zugewiesen wurde. Diese übernahm in der gesamten Spielzeit ausschließlich Männerrollen. In Vivaldis Olimpiade erhielt sie nur wenig Gelegenheit zum Glänzen. Die Partie enthält nur eine einzige wirklich virtuose Arie und im dritten Akt überhaupt keine. Nicolini, der zweite Kastrat der Aufführung und als Aminta eigentlich der „terzo uomo“, erhielt dagegen die erwarteten Paradearien.:544
Die Arie des Clistene „Non so donde viene“ (III.6) ist insofern bemerkenswert, als der erste „A“-Abschnitt zur Dominante moduliert, während der zweite in der Tonika verbleibt. Sie nimmt damit einen später von Mozart und anderen Komponisten genutzten Arientyp vorweg.

## Werkgeschichte
Vivaldi vertonte nur wenige Libretti Pietro Metastasios. Von diesen ist seine Oper L’olimpiade (RV 725) heute am bekanntesten. Zu seinen Lebzeiten gab es nur eine einzige Produktion der Oper zum Abschluss der Karnevalsaison 1733/1734 im venezianischen Teatro Sant’Angelo.:228
Das Libretto hatte Vivaldi aus Wien erhalten, wo es erst am 28. August 1733 anlässlich der Geburtstagsfeier der Kaiserin Elisabeth Christine in einer Vertonung von Antonio Caldara zum ersten Mal aufgeführt worden war.:229 Vivaldis Oper ist, abgesehen von einem in Genua gespielten Pasticcio des Komponisten Pietro Giuseppe Sandoni, erst die zweite Vertonung dieses in der Folgezeit außerordentlich beliebten Textes (große Bekanntheit erreichte später Pergolesis Vertonung → L’olimpiade (Pergolesi):533). Vivaldi ließ das Libretto von Bartolomeo Vitturi für das venezianische Theater überarbeiten. Die ausgetauschten Teile, darunter das Rezitativ in I.3 und insgesamt sieben Arien, wurden im gedruckten Libretto von 1734 durch Sterne gekennzeichnet, die nicht vertonten Abschnitte durch öffnende Anführungszeichen. Im Gegensatz zum Original hat der zweite Akt in dieser Fassung eigene Bühnenbilder, die möglicherweise von Vitturi vorgeschlagen wurden.:531 Die Musik ist in Form einer autographen Partitur vollständig überliefert. Sie enthält sowohl im Text als auch in der Musik einige Änderungen, die sämtlich von Vivaldis Hand stammen.:534 Für die Rolle des Aminta war ursprünglich ein Bass vorgesehen, wie aus nachträglichen Änderungen seiner Partie zu Beginn des ersten Akts ersichtlich ist.:535
Die Uraufführung fand am 17. Februar 1734 statt.:529 Das Bühnenbild stammte von Antonio Mauro und die Tänze von Giovanni Gallo. Es sangen die Soprankastraten Francesco Bilancioni (Megacle) und Mariano Nicolini (Aminta), die Altistinnen Anna Caterina Della Parte (Aristea), Marta Arrigoni (Argene) und Angiola Zanucchi (Licida), der Tenor Marcantonio Mareschi (Clistene) und der Bass Massimiliano Miller (Alcandro). Die Aufführung erhielt viel Beifall, und auch der Dichter wurde gerühmt.:531
Zu Lebzeiten Vivaldis gab es keine weitere Aufführung des Werks. Allerdings fanden sich Hinweise darauf, dass Teile der Musik andernorts genutzt wurden.:533 Für die Karnevalsaison 1737 war eine Neuproduktion der Olimpiade in Ferrara geplant, für die Vivaldi die Oper anpasste. In einem Brief vom 29. Dezember 1736 schrieb er, dass er hierfür sein „Original ruinierte“. Allerdings enthält das erhaltene Manuskript keine entsprechenden Änderungen. Möglicherweise gab es noch eine zweite, nicht überlieferte Partitur. Die Aufführung in Ferrara kam nicht zustande.:545 Dort wurden stattdessen Neufassungen von Johann Adolph Hasses Opern Demetrio und Alessandro nell’Indie (Cleofide) gespielt, die Vivaldi ebenfalls einrichtete.
Die erste Aufführung in neuerer Zeit fand 1939 anlässlich der Musikwoche Siena unter der musikalischen Leitung von Alfredo Casella statt. Sie bildete den Auftakt für die Wiederentdeckung der Opern Vivaldis.:533 Der Komponist Virgilio Mortari erstellte hierfür eine gekürzte Neufassung, in der er fehlende Stellen durch Einlagen aus Vivaldis Oper Dorilla in Tempe ersetzte. Sie wurde 1978 auch für die erste Schallplatten-Einspielung der Oper unter Ferenc Szekeres verwendet.
Die deutsche Erstaufführung gab es am 7. Dezember 2007 im Schlosstheater Schwetzingen in einer Inszenierung von Werner Pichler. Mitglieder des Heidelberger Orchesters spielten unter der Leitung von Michael Form. 2013 folgte eine Produktion am Staatstheater Kassel. Im Umfeld der Olympischen Sommerspiele 2024 wurde das Werk am Théâtre des Champs-Élysées in Paris gezeigt.

## Aufnahmen
- 1978 – Ferenc Szekeres (Dirigent), Hungarian State Concert Orchestra, Budapest Madrigal Chorus.
 Kolos Kováts (Clistene), Klára Takács (Aristea), Mária Zempleni (Argene), József Horváth (Megacle), Lajos Miller (Licida), György Káplán (Aminta), István Gáti (Alcandro).
 Studioaufnahme;  Einrichtung von Virgilio Mortari; stark gekürzt.
 Hungaroton LP: SLPX 11901-03 (3 LPs).[13]:22173
- 22.–28. März 1980 – Zoltán Peskó (Dirigent), Chor und Orchestra Sinfonica della RAI di Milano.
 Alessandro Corbelli (Clistene), Sandra Browne (Aristea), Carmen Gonzales (Argene), Carmen Lavani (Megacle), Helga Müller-Molinari (Licida), Anastasia Tomaszewska Schepis (Aminta), Giancarlo Luccardi (Alcandro).
 Studioaufnahme.
 Open reel tape – mr. tape 4791.[13]:22174
- Februar 1990 – René Clemencic (Dirigent), Clemencic Consort, Ensemble Vocal La Capella.
 Andrew Walker Schultze (Clistene), Lucia Meeuwsen (Aristea), Elisabeth von Magnus (Argene), Mieke van der Sluis (Megacle), Gérard Lesne (Licida), Aris Christoffelis (Aminta), William Oberholtzer (Alcandro).
 Live, konzertant aus Paris; stark gekürzt.
 Nuova Era CD: 6932/33 (2 CDs).[13]:22175
- Juli 2002 – Rinaldo Alessandrini (Dirigent), Concerto Italiano.
 Riccardo Novaro (Clistene), Sonia Prina (Aristea), Marianna Kulikova (Argene), Roberta Invernizzi (Megacle), Sara Mingardo (Licida), Laura Giordano (Aminta), Sergio Foresti (Alcandro).
 Studioaufnahme; Neuausgabe von Rinaldo Alessandrini; Secco-Rezitative gekürzt.
 Opus 111/Helikon OP30316 (2 CDs); Audio-Stream auf YouTube.[13]:22176
- November 2005 – Alessandro De Marchi (Dirigent), Academia Montis Regalis.
 Wolf Matthias Friedrich (Clistene), Martín Oro (Aristea), Barbara di Castri (Argene), Gemma Bertagnolli (Megacle), Brian Asawa (Licida), Anke Herrmann (Aminta), Furio Zanasi (Alcandro).
 Live aus dem Théâtre des Champs-Élysées Paris.[13]:22177
- 11. November 2018 – Andrea Marcon (Dirigent), La Cetra Barockorchester Basel.
 José Coca Loza (Clistene), Vasilisa Berzhanskaya (Aristea), Federica Carnevale (Argene), Kangmin Justin Kim (Megacle), Carlos Mena (Licida), Anna Aglatova (Aminta), Grigory Shkarupa (Alcandro).
 Live, konzertant von den Tagen Alter Musik in Herne aus dem Kulturzentrum Herne; Rezitative gekürzt.
 Video und Audio; zeitversetzte Liveübertragung im Radio WDR 3; Videostream auf YouTube.[14]
- August 2023 – Alessandro De Marchi (Dirigent), Innsbrucker Festwochenorchester.
 Christian Senn (Clistene), Margherita Maria Sala (Aristea), Benedetta Mazzucato (Argene), Raffaele Pe (Megacle), Bejun Mehta (Licida), Bruno de Sá (Aminta), Luigi De Donato (Alcandro).
 Von den Innsbrucker Festwochen der Alten Musik 2023 aus dem Tiroler Landestheater Innsbruck.
 Radioübertragung auf Österreich 1.[15]
- 2024 – Jean-Christophe Spinosi (Dirigent), Emmanuel Daumas (Inszenierung), Alban Ho Van (Bühne), Marie La Rocca (Kostüme), Raphaëlle Delaunay (Choreografie), Bruno Marsol (Licht), Ensemble Matheus, Chœur de l’Académie Haendel Hendrix.
 Luigi De Donato (Clistene), Caterina Piva (Aristea), Delphine Galou (Argene), Marina Viotti (Megacle), Jakub Józef Orliński (Licida), Ana Maria Labin (Aminta), Christian Senn (Alcandro), Quentin Signori (Akrobat).
 Video; live aus dem Théâtre des Champs-Élysées in Paris.
 Videostream auf france.tv.[16]

## Digitalisate
- L’Olimpiade, RV 725: Noten und Audiodateien im International Music Score Library Project
- Libretto (italienisch), Venedig 1734. Digitalisat des Museo internazionale e biblioteca della musica di Bologna
- Libretto (italienisch), Venedig 1734. Digitalisat der Library of Congress (PDF auf Commons)